# Volvo V90 (2016)
Volvo V90 — samochód osobowy klasy wyższej produkowany pod szwedzką marką Volvo w latach 2016–2025.

## Historia i opis modelu

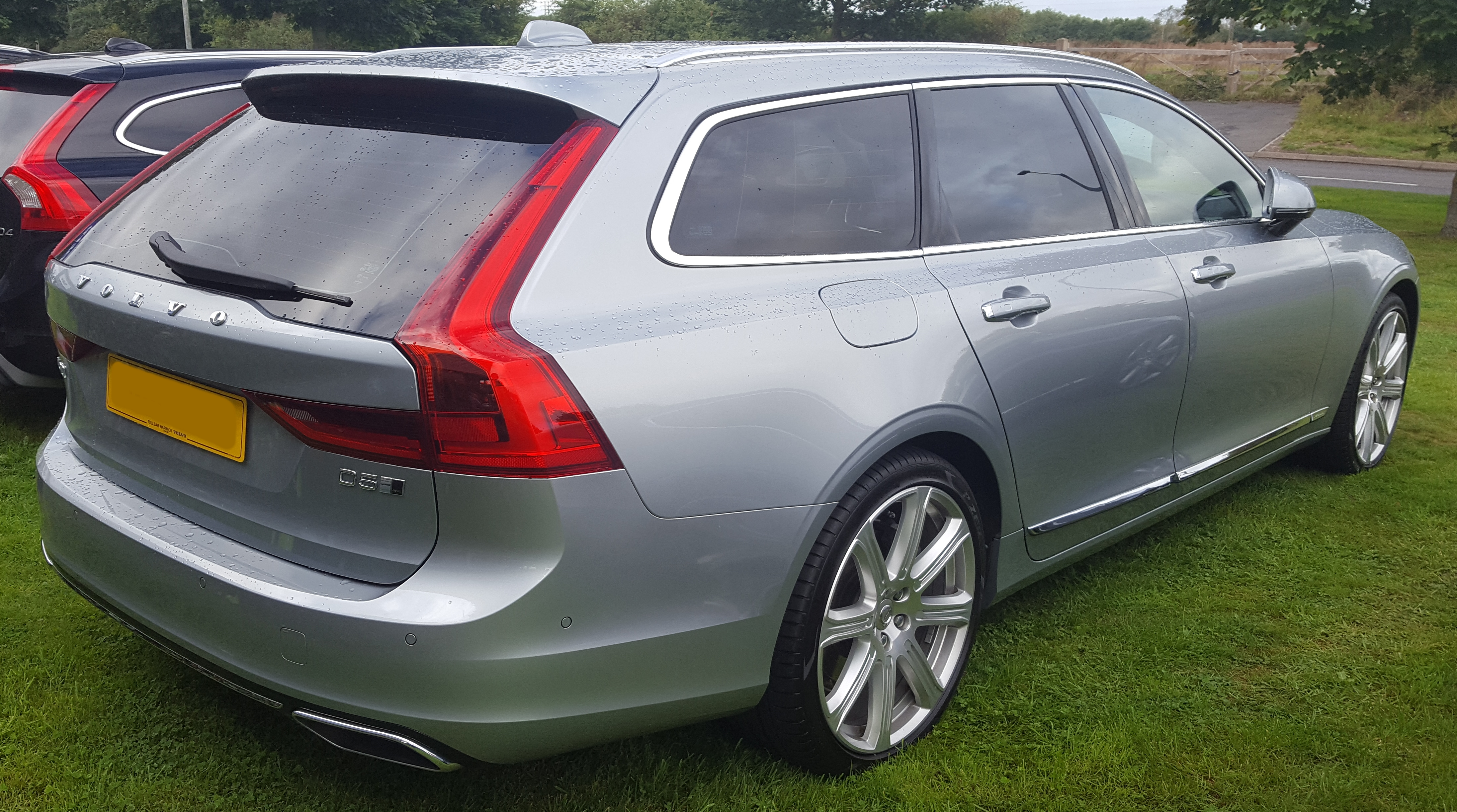
Volvo V90 - tył

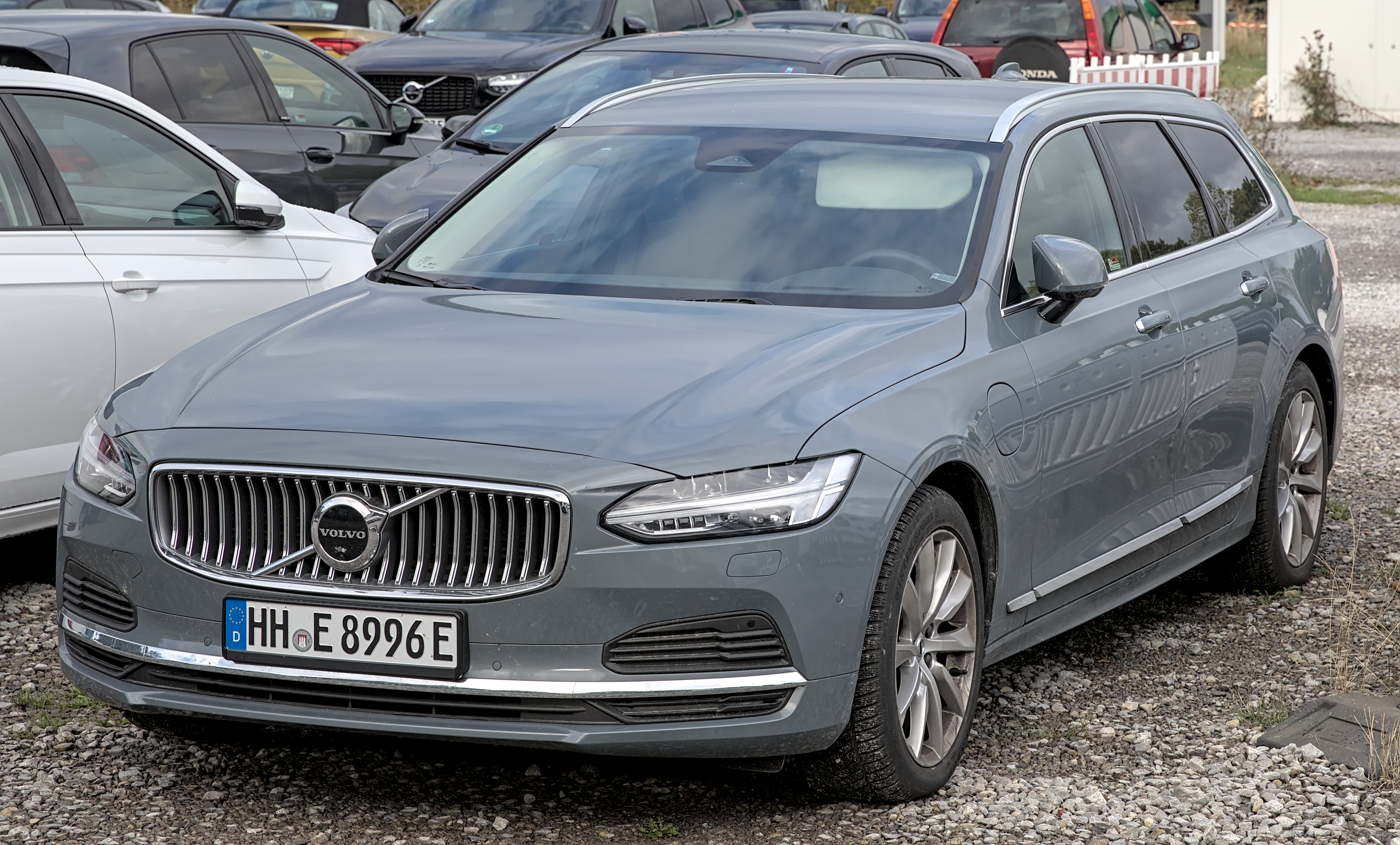
Volvo V90 po liftingu

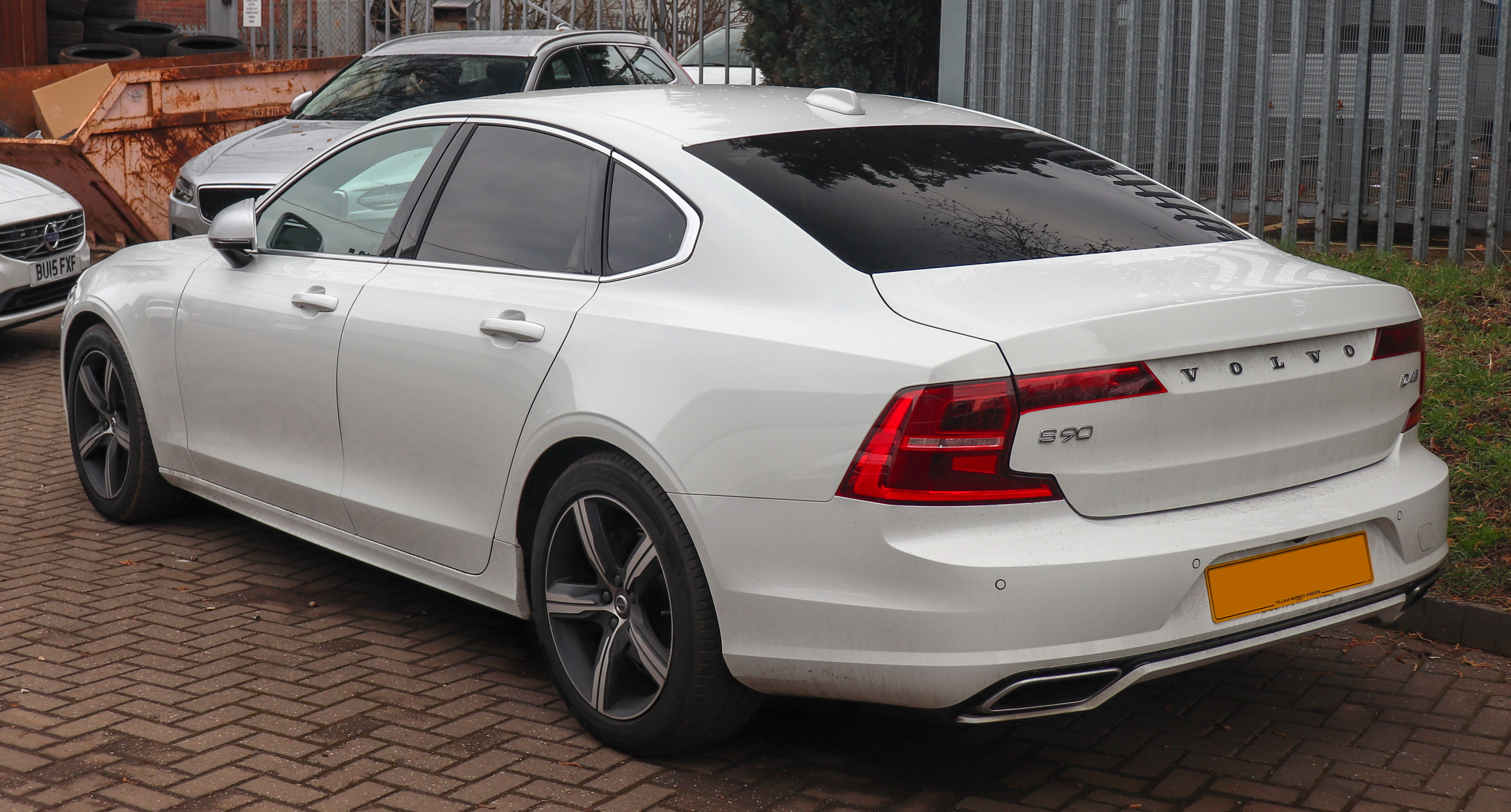
Volvo S90 - wersja sedan

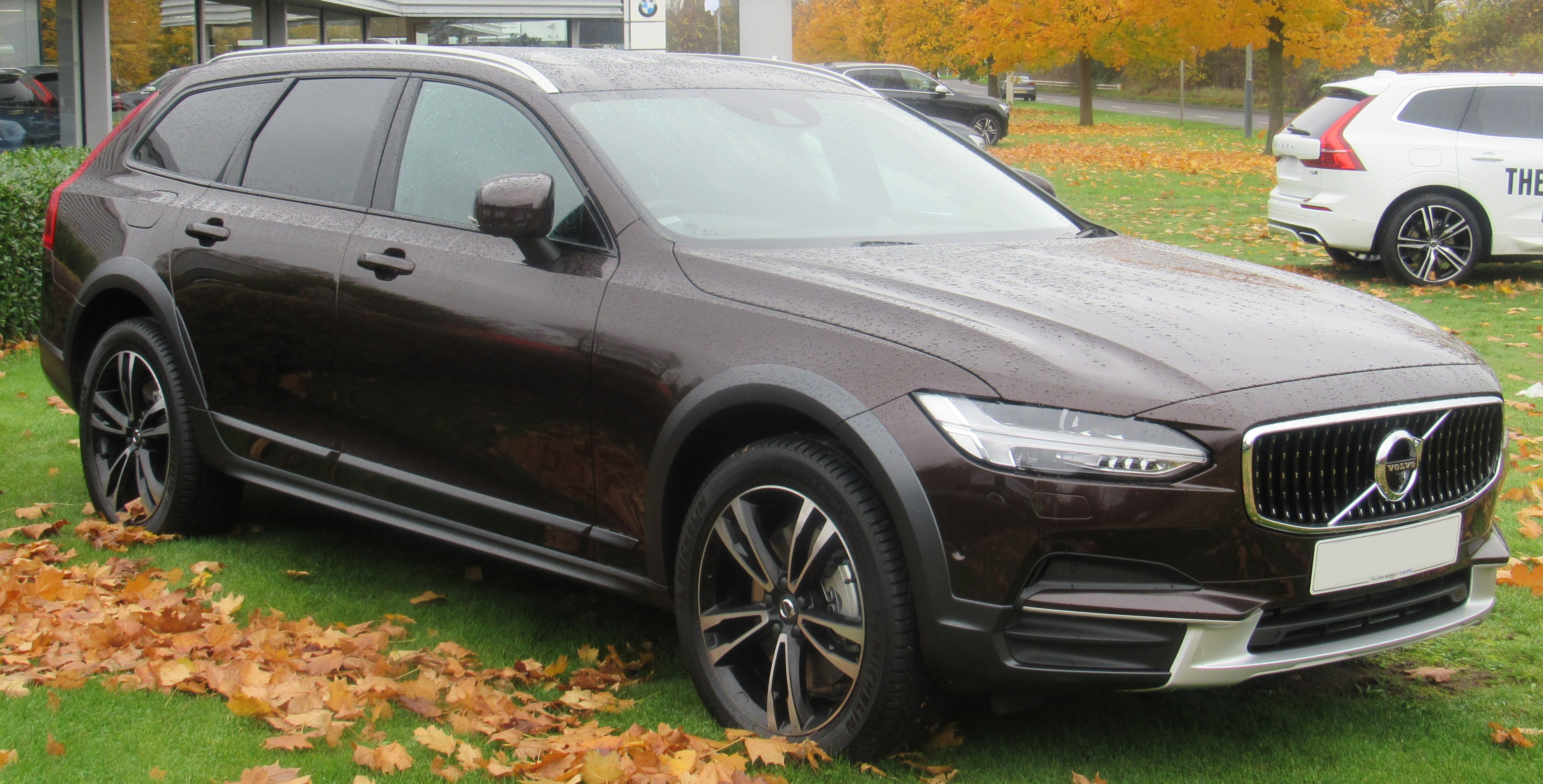
Volvo V90 Cross Country

Samochód został po raz pierwszy oficjalnie zaprezentowany podczas targów motoryzacyjnych w Genewie w marcu 2016 roku. Nazwa V90 w latach 1990 - 1998 używana już była w nomenklaturze Volvo jako oznaczenie poprzednika modelu S80. Auto zbudowane zostało na bazie płyty podłogowej SPA (Scalable Product Architecture), która wykorzystana została do stworzenia drugiej generacji modelu XC90. Samochód zaprojektowany został przez Thomasa Ingenlatha. Pierwszy pokaz pojazdu miał miejsce 18 lutego 2016 roku.
We wrześniu 2016 roku zaprezentowana została uterenowiona wersja Cross Country. Auto wyróżnia się zmienionymi zderzakami, plastikowymi nakładkami na nadkolach i progach, specjalnym wzorem alufelg oraz podniesionym zawieszeniem.
W październiku 2017 roku zaprezentowane zostało sportowe coupe Polestar 1, które jest powiązane technicznie z V90. Z racji nowej polityki Volvo firma Polestar nie tworzy już usportowionej linii modelowej szwedzkiego producenta, lecz jest oddzielną marką samochodową.
W lutym 2020 roku samochód przeszedł lifting. Po modernizacji auto zyskało nie tylko nieco inną stylistykę nadwozia, lecz także 48-woltowe hybrydowe jednostki napędowe. We wnętrzu pojawiły się nowe materiały wykończeniowe, a zestaw audio zapewnia lepszą jakość dźwięku. Dzięki zastosowaniu jednostek z elektrycznym wspomaganiem kierowca może liczyć na niższe zużycie paliwa.

### Stylistyka
Charakterystycznym elementem pojazdu jest przód podobny do zastosowanego w drugiej generacji modelu XC90. Podobnie jak pierwowzór, pojazd otrzymał światła do jazdy dziennej wykonane w technologii LED w kształcie położonej litery "T", która nawiązuje do młota Thora. Linia dachu pojazdu poprowadzona została nisko, a auto otrzymało smukły i długi wygląd. Tylne lampy zostały wkomponowane w układ przetłoczeń klapy bagażnika i otrzymały kształt litery "C", która natomiast nawiązuje do kształtu lamp zastosowanych prototypowym modelu Concept Estate. Bryła pojazdu osadzona może być na dużych felgach (od 17 do 21-cali).
Centralnym elementem stylizacji wnętrza pojazdu jest umieszczony na środku 9-calowy tablet, który zastąpił standardowe przyciski i przełączniki.

### Silniki
Model S90 wyposażony jest w silniki z gamy Drive-E, w które wyposażone zostało m.in. Volvo XC90 II.
| Silnik                        | Pojemność skokowa [cm³]                     | Typ silnika        | Układ zasilania    | Moc maksymalna [KM] (kW) przy obr./min                                    | Maks. moment obrotowy [Nm] przy obr./min                        | Przyspieszenie 0–100 km/h [s] | Prędkość maks. [km/h] | Średnie zużycie paliwa [l/100km] | Emisja CO2 [g/km]  |                    |                    |
| Silniki benzynowe:            | Silniki benzynowe:                          | Silniki benzynowe: | Silniki benzynowe: | Silniki benzynowe:                                                        | Silniki benzynowe:                                              | Silniki benzynowe:            | Silniki benzynowe:    | Silniki benzynowe:               | Silniki benzynowe: | Silniki benzynowe: | Silniki benzynowe: |
| ----------------------------- | ------------------------------------------- | ------------------ | ------------------ | ------------------------------------------------------------------------- | --------------------------------------------------------------- | ----------------------------- | --------------------- | -------------------------------- | ------------------ | ------------------ | ------------------ |
| T5                            | 2.0 Turbo                                   | R4                 | b.d.               | 254 / 5500                                                                | 350 / 1500-4800                                                 | 6,8                           | 230                   | 6,5                              | b.d.               |                    |                    |
| T6                            | 2.0 Turbo Kompresor                         | R4                 | b.d.               | 320 (236 kW) / 5700                                                       | 400 / 2200 - 4500                                               | 5,9                           | 230                   | 7,2                              | b.d.               |                    |                    |
| Silniki wysokoprężne:         |                                             |                    |                    |                                                                           |                                                                 |                               |                       |                                  |                    |                    |                    |
| D4 (D4204T14) FWD             | 2.0 TwinTurbo                               | R4                 | wtrysk common-rail | 190 / 4250                                                                | 400 / 1750-2500                                                 | 8,5                           | 225                   | 4,5                              | 119                |                    |                    |
| D5 (D4204T23) AWD             | 2.0 TwinTurbo                               | R4                 | wtrysk common-rail | 235 (173) / 4000                                                          | 480 / 1750 - 2250                                               | 7,2                           | 240                   | 4,9                              | 129                |                    |                    |
| Silnik hybrydowe:             |                                             |                    |                    |                                                                           |                                                                 |                               |                       |                                  |                    |                    |                    |
| T8 Twin Engine (B4204T35) AWD | T6 2.0 Turbo Kompresor + Silnik elektryczny | R4                 | b.d.               | Silnik benzynowy: 320 (236) / 5700 Silnik elektryczny: 87 Łączna moc: 400 | Silnik benzynowy: 400 / 2200 - 4500 Łączny moment obrotowy: 240 | 5,2                           | b.d.                  | 2,1                              | 47                 |                    |                    |

Silnik D5 został wyposażony w system Power Pulse, który poprawia przyspieszenie i elastyczność samochodu. Silnik elektryczny spręża powietrze pobrane przez filtr powietrza i gromadzi je w specjalnym zbiorniku. Gdy kierowca naciśnie mocniej gaz, sprężone powietrze trafia na gorącą stronę turbosprężarki eliminując efekt tzw. turbodziury.
Wersja hybrydowa wyposażona jest w zestaw baterii z możliwością doładowania za pomocą przydomowego gniazdka. Silnik spalinowy odpowiada za napędzanie przednich kół, natomiast silnik elektryczny napędza tylną oś. Wersja hybrydowa została wyposażona w możliwość podróżowania w trybie miejskim wyłącznie na silniku elektrycznym. Zasięg wynosi 40 km. Pojazd przyśpiesza od 0 do 100 km/h w 6 sekund. W wersjach z napędem AWD zastosowano układ Haldex 5. generacji.

### Wersje wyposażeniowe (2022)[10]
- Core
- Plus Bright
- Plus Dark
- Ultimate Bright
- Ultimate Dark
- Cross Country Core

Standardowe wyposażenie podstawowej wersji pojazdu Kinetic obejmuje m.in. 7 poduszek powietrznych, układ wspomagania hamowania w mieście (city safety), system ABS z EBA i EBD, ACC, LKA, ESC, SIPS, WHIPS, CTC, RSC, TSA, układ ostrzegania o zbyt małej odległości od poprzedzającego pojazdu, system wspomagania kierowania przy prędkościach powyżej 130 km/h, układ ostrzegający o dekoncentracji kierowcy, system ostrzegania o niekontrolowanej zmianie pasa ruchu, system rozpoznający znaki drogowe (TSR), napinacze pasów bezpieczeństwa, czujnik deszczu, zamek centralny, elektroniczny hamulec postojowy, funkcję Auto Hold, elektryczne sterowanie szyb, podgrzewanie oraz elektryczne sterowanie lusterek, 6-głośnikowy system audio o mocy 80W wyposażony w 6,5-calowy wyświetlacz, złącze AUX i USB oraz Bluetooth, 2-strefową klimatyzację elektroniczną, wielofunkcyjną kierownicę, komputer pokładowy, 17-calowe alufelgi.
Wersja Momentum dodatkowo wyposażona jest m.in. w skórzaną tapicerkę i kierownicę, światła drogowe oraz do jazdy dziennej wykonane w technologii LED, 18-calowe alufelgi, czujniki cofania, system recyrkulacji, kontroli i poprawy jakości powietrza, elektrycznie składane lusterka zewnętrzne oraz 4-stopniowo elektrycznie regulowane fotele przednie. Wersja Inscription dodatkowo wyposażona została m.in. w elektrycznie regulowany fotel kierowcy z pamięcią ustawień, system regulacji trybów jazdy Drive Mode raz światła przeciwmgłowe. Wersja R-Design dodatkowo wyposażona może być także m.in. w sportowe fotele oraz sportowe zawieszenie.
W zależności od wersji wyposażeniowej pojazdu, auto opcjonalnie doposażyć można m.in. w system BLIS, system Cross Traffic Alert ostrzegający o zbliżających się obiektach (piesi, duże zwierzęta itp.), aktywne światła drogowe Full LED z technologią sterowania natężeniem strumienia reflektorów oraz automatycznego doświetlania zakrętów, spryskiwacze reflektorów, system bezkluczykowy, czterostrefową klimatyzację elektroniczną, łopatki zmiany biegów, pneumatyczne zawieszenie, asystenta parkowania, kamerę wspomagającą parkowanie tyłem, funkcję masażu w fotelach, elektrycznie składane tylne siedzenia, podgrzewane siedzenia przednie i tylne, podgrzewaną przednią szybę, podgrzewane dysze spryskiwaczy oraz kierownicę, ogrzewanie postojowe, elektrycznie otwieraną klapę bagażnika, wyświetlacz HUD, 19-głośnikowy system audio Bowers & Wilkins o mocy 1400 W, system nawigacji satelitarnej, tuner radia cyfrowego DAB, telewizję satelitarną, dach panoramiczny oraz system Volvo On Call z Wi-Fi, a także 19 lub 20-calowe alufelgi.